# Glaciar de Potanin
El glaciar de Potanin es el glaciar más largo de país asiático de Mongolia, tiene una largo de cerca de 14 kilómetros y está situado en la montaña Altai Tavan Bogd en las montañas de Altái. El glaciar lleva el nombre del explorador de Grigory Potanin. Administrativamente hace parte del provincia de Bayan-Ölgii.